# As Moças Daquela Hora
As Moças Daquela Hora é um filme brasileiro de 1974 do gênero pornochanchada dirigido por Paulo Porto.
O filme foi lançado no Rio de Janeiro no dia 26 de agosto de 1974.

## Sinopse
O filme conta a história de três mulheres que acabam acolhidas no bordel de Pilar:
- Mariana tem um caso com um trapezista, ao mesmo tempo que perdeu a virgindade com o namorado. Para não casar, foge de casa;
- Isaura é casada e numa viagem a trabalho do marido, é assediada por dois homens. O primeiro, com uma relação consensual, e o segundo, o chefe do seu marido, é violentada. Para evitar o pior, foge de casa;
- Léa pertence a uma família tradicional e na noite de núpcias, é rejeitada pelo marido. Esta situação vira notícia em toda a cidade e para evitar especulações, foge de casa.

## Elenco
- Monique Lafond...Léa[3][4]
- Marco Nanini...Luizinho
- Milton Carneiro...Promotor
- Nídia de Paula...Mariana[5]
- Lícia Magna...Donga
- Harildo Deda...Rocha
- João Di Sordi
- Carlos Eduardo Dolabella...Paulino
- Amândio Silva Filho...Gregório
- Kátia Grumberg...Pilar
- Gracindo Júnior...Gusmão
- Nara Leão
- Tina Luiza...Isaura
- Fabíola Fracaroli
- Moacyr Deriquém
- Eduardo Gomes
- Alvim Barbosa
- Ênio Santos...Pai
- Roberto Roney...Fininho
- Jurema Pena
- Lajar Muzuris
- Emiliano Ribeiro